# Key-Account-Management
Key-Account-Management (Abk. KAM – von englisch key account = Schlüssel- bzw. Hauptkunde) ist ein Teilbereich des Kundenmanagements.

## Key-Account-Management
In erster Linie bedeutet Key-Account-Management die Betreuung von Schlüsselkunden mit hohem Kundenwert durch spezielle Account-Manager. Grund für den Aufbau eines Key-Account-Managements ist vor allem, eine Grundlage für Wachstum in den Märkten zu erreichen. Dazu gehören der langfristige Ausbau der Geschäftsbeziehungen mit den Altkunden sowie die Anwerbung von Neukunden und die Sicherung der lokalen Marktnähe.
In der Praxis ist das Key-Account-Management oft global organisiert (globales Key-Account-Management). Die Einrichtung eines Key-Account-Managements ist in erster Linie dann sinnvoll, wenn die Nachfrage des Kunden oder sein Kundenwert als Referenz oder Multiplikator entsprechend groß und die Kundenstruktur komplex ist (beispielsweise bei hochtechnologischen, beratungsintensiven Produkten). Andererseits wird auch im Bereich der Konsumgüter das Key-Account-Management durchgängig praktiziert (z. B. Betreuung großer Handelsunternehmen durch die Hersteller).
Das professionelle Key-Account-Management beinhaltet eine umfassende Kundenbetreuung. Es geht dabei nicht nur um den Vertrieb von Waren und Dienstleistungen, sondern um die Optimierung der Kundenprozesse sowie um die Ergebnisverbesserung bei den Top-Kunden. Hierfür werden in der Regel individuelle Kundenentwicklungspläne erstellt.
Andererseits gilt es, einzelne Projekte beim jeweiligen Kunden zu gewinnen, denn viele Großkunden haben mindestens zwei bis drei Top-Lieferanten für ein einzelnes Projekt zur Auswahl. Hierbei ist ein systematisches Nachfassen wichtig.

## Key-Account
Key-Account ist die englische Bezeichnung für einen Kunden, der für die gegenwärtige und zukünftige Existenz des Unternehmens eine Schlüsselstellung einnimmt. Im Deutschen gibt es dafür die Bezeichnung „Schlüsselkunde“, auch „Key-Account-Kunde“ wird verwendet.
Diesen Kunden wird im Rahmen des Kundenmanagements eine herausragende Stellung eingeräumt. Für die Betreuung dieser wichtigen Kunden wird in der Regel ein Key-Account-Manager eingesetzt. Diese werden häufig mit einer Portfolio-Analyse betraut, um zu definieren, wer überhaupt als Key-Account gilt oder auf Grund seines Potenzials zukünftig sein könnte. In diese Bewertung gehen zum Beispiel Umsatz- und Deckungsbeiträge sowie die Konkurrenzsituation und Kundenattraktivität ein.

## Key-Account-Manager
Der Key-Account-Manager (deutsch „Betreuer von Schlüsselkunden“) kümmert sich umfassend um die spezifischen Belange und Interessen eines Kundensegments oder eines einzelnen, strategisch bedeutenden Kunden und vertritt ihn und seine Anforderungen im Unternehmen. Er bildet die Schnittstelle dieses Kunden zum Unternehmen und sorgt für eine klare Zuständigkeit sowie einen koordinierten Kundenkontakt. Er kann mit einem Außendienst oder mit einem FMA zusammenarbeiten, um ihn zu betreuen. 
Ein Key-Account-Manager muss über ausreichendes Fachwissen verfügen, um den Kunden kompetent beraten und damit überzeugen zu können. Er repräsentiert sein Unternehmen beim Kunden und setzt sich für ihn im Unternehmen ein. In der Regel sollte er eine mehrjährige Erfahrung im Vertrieb besitzen.
Gute Key-Account-Manager verfolgen sowohl den Aufbau als auch die Pflege langfristiger Kundenbeziehungen (siehe Customer-Relationship-Management).